# Nick Mead
Nicholas "Nick" Mead, född 12 mars 1995 i Strafford, är en amerikansk roddare.
Mead studerade vid Princeton University och tävlade i rodd för deras universitetslag Princeton Tigers.

## Karriär
Vid VM 2017 i Sarasota var Mead en del av USA:s lag som tog silver i åtta med styrman. Vid OS 2021 i Tokyo var han en del av USA:s lag som slutade på fjärde plats i åtta med styrman.
I september 2023 vid VM i Belgrad tog Mead silver tillsammans med Justin Best, 
Michael Grady och Liam Corrigan i fyra utan styrman. Vid OS 2024 i Paris tog de guld tillsammans i fyra utan styrman.